# Loleh Bellon
Marie Laure Viole Bellon, más conocida como Loleh Bellon, (Bayona, 14 de mayo de 1925 - Le Kremlin-Bicêtre, 22 de mayo de 1999) fue una actriz de teatro y cine francesa, además de dramaturga. Se la recuerda por sus actuaciones en Judith de Giraudoux y en L'Annonce faite à Marie de Claudel. 
En 1949, por su papel en La Place de l'Étoile de Robert Desnos, recibió el Prix des Jeunes comédiens. Por su obra L'Éloignement (1987) recibió el premio Molière. También recibió el Gran Premio del Teatro, otorgado por la Academia Francesa.

## Biografía
Nacida el 14 de mayo de 1925 en Bayona, Marie Laure Viole Bellon era hija de Jacques Bellon, magistrado, y de Denise Simone Hulmann, conocida fotógrafa. En 1947 se casó con el escritor español Jorge Semprún Maura (1923-2011), con quien dio a luz a Jaime Semprún (1947-2010), también escritor. Tras divorciarse en 1960, se casó con el poeta Claude Roy (1915-1997) en 1962. Loleh Bellon era la hermana menor del director de cine y guionista Yannick Bellon.

## Trayectoria
Bellon estudió teatro con la actriz y profesora de teatro de origen ruso Tania Balachova, el actor y director de teatro Charles Dullin y el actor Julien Bertheau. Después de debutar en el escenario en 1945 en Dangerous Corner de JB Priestley, en 1947 actuó en L'An Mil de Jules Romains. En 1949, por su actuación en La Place de l'Étoile, fue galardonada con el Prix des Jeunes comédiens.
Inició su carrera cinematográfica a finales de los años cuarenta, trabajando con Jean-Louis Barrault y Jean Vilar, dirigida por Louis Daquin. Apareció en dos películas más de Daquin, El perfume de la dama de negro (1949) y Maître après Dieu (1950). Gracias a su hermana Yannick Bellon, en la década de 1970 protagonizó Quelque part quelqu'un (1972) y Jamais plus toujours (1976).
Bellon también fue una dramaturga de éxito, especialmente con Dames du jeudi (1976) recibió el premio Tristan Bernard y el premio Ibsen, L'èloignement (1987), Une absent (1988) y La Chambre d'amis (1995).
Loleh Bellon murió el 22 de mayo de 1999 en Le Kremlin-Bicêtre, en las afueras de París.